# Њергешујфалу
Њергешујфалу (мађ. Nyergesújfalu, лат. Crumerum) град је у Мађарској. Њергешујфалу је град у оквиру жупаније Комаром-Естергом.

## Географија

### Локација
Налази се на северном ободу Задунавских централних планина, на десној обали Дунава. Удаљен је 16 километара од Естергома, 7 километара од Тата са истока, и практично је интегрисан са суседним Лабатланом са запада. Са југа је у близини Бајота, удаљеног 5 километара, а са њим је повезан путем 1125. До рубног дела насеља који се зове Бершекбања може се доћи путем 1126 између Лабатлана и Бајота.
Што се тиче географских пејзажних јединица Мађарске, њено административно подручје спада у долину Алмаш-Тати-Дунав која припада Малој области и средишњој Геречи, која је део Трансдунавских централних планина. Његова највиша тачка је 525 метара висока Киш-Пишница.
До Њергешујфалуа се може доћи аутопутем 10 и железничком линијом Естергом–Алмашфизито, која има три станице: железничку станицу Њергешујфалу, горњу станицу Њергешујфалу и стајалиште Етернитђар. Овуда пролази бициклистичка стаза дуж Дунава, која је део линије број шест (Р6) међународне мреже бициклистичких стаза ЕуроВело.

## Историја
Њергешујфалу и околина су насељени од давнина. У њеним границама пронађени су артефакти из бронзаног и римског доба. Овде се налазила римска колонија и каструм по имену Крумерум, а овде је пролазила важна рута која повезује Бригетио са Аквинкумом.
Средњовековно насеље се ширило око данашње цркве, данас у центру насеља. Име села се први пут појављује 1200. године у хроници Симона Кезаија, у облику Њергедшег. Име Њергедшег се односи на слуге, занатлије, људи из Арпадовог времена, седларе. Село је било познато и по узгоју коња и транспорту. Овдашњи, широм земље познати, такозвани „брзи фармери” довезли су се до Пеште за три сата са својим брзоногим, малим фармским коњима.
Године 1283. помиње се као прадедовско имање породице Зовард, када су га у наследство добили Чак и Зовард, синови Миклоша из породице Зовард.
Под именом „Ујфалуши време” (година) се такође помиње у повељи краља Маћаша из 1466. године. Такође знамо да је надбискупија имала и мајстора за трубе у Њергешујфалуу, где је мајстор Алберт радио 1489. године.
Председник Индустријске коморе Њергешујфалуа је неко време био сликар Карољ Керншток (1873–1940), који је овде провео много година. Овде је живео и један од његових колега и ученика, сликар Јанош Њергеши, а Ђула Дерковић је посетио и уметничку колонију. Велика граница насеља, која се протеже дубоко на југ, такође је веома богата природним лепотама. Са брда Шанц пружа се прелеп поглед на Дунав и околину. Насеље је имало огромну фабрику азбест-цемента, фабрику вискозе за производњу вештачких влакана (данулон), сунђера и целофана, циглану, млин и рибарску задругу.
Статус града, Њергешујфалу, је добио 1989. године.

## Становништво
Током пописа 2011, 88,1% становника се изјаснило као Мађари, 0,9% као ЦРоми, 5% као Немци и 0,3% као Словаци (11,8% се није изјаснилод). 
Верска дистрибуција је била следећа: римокатолици 49,4%, реформисани 6,2%, лутерани 0,8%, гркокатолици 0,4%, неденоминациони 15,5% (25,9% се није изјаснило).